# Ганчо Хаџипанзов
Ганчо Хаџипанзов (Велес, 12. август 1900 – Мадрид, 18. новембар 1936) био је македонски револуционар, песник и учесник Шпанског грађанског рата.

## Биографија
Рођен је 1900. године у Велесу, у једној од најимућнијих велешких породица. Још као ђак се прикључио револуционарном покрету, због чега је био избачен из велешке гимназије. Године 1920. се укључио у предизборну кампању на листи КП Југославије за општинске и парламентарне изборе. Исте је године посто члан литерарно-уметничког друштва „Нада“. Након доношења Обзнане, заједно с другим велешким комунистима уређивао је илегални лист „Искра“. Ускоро се преселио у Скопље, где је наставио школовање и одслужио војни рок.
Пошто је стално био прогоњен и под полицијским надзором, 1923. је илегално прешао у Бугарску како би студирао новинарство у Софији. Крајем 1924. се преко Грчке пребацио у Париз. Тамо је био активан у синдикатима и постао члан Комунистичке партије Француске. Био је активан и у организацијама макеоднске емиграције, поставши члан Македонске народне савезне групе ВМРО (уједињене).
Након избијања Шпанског грађанског рата, Хаџипанзов се укључио у акције КП Француске у слању помоћи Шпанској Републици. Био је укључен и у пребацивање добровољаца који су се преко Француске илегално пребацивали у Шпанију. Напослетку се и сам придружио Интернационалним бригадама. Након војне обуке стекао је чин водника и постао борац у Првој интернационалној бригади. Бригада је убрзо након формирања почетком новембра послана да помогне у одбрани Мадрида, где су већ трајале жестоке борбе против Франкових снага. Први напад франкиста био је одбијен, али је 18. новембра на фронту код Универзитетског града Ганчо Хаџипанзов погинуо.

## Песничко стваралаштво и наслеђе
Песничко стваралаштво Хаџипанзова повезано је с његовим боравком у Паризу. Писао је на француском језику, а од његовог стваралаштва сачувана је поема „Вратићу се“ (мкд. „Ќе се вратам”) и неколико песама „Детството на еден град“, „Сирени“, „Бал на вентилаторите“, „Поема за родниот град“ и „Алказар“.
Поема “Вратићу се”, у преводу Кирила Ћамилова, први је пут објављена у књизи “На шпанској земљи” из 1961. године, у којој су сакупљена сведочанства преживелих Македонаца из Шпанског грађанског рата.
Македонски историчар Перо Коробар објавио је 1986. године монографију “Ганчо Хаџипанзов”.